# Maria Carla Galavotti
Maria Carla Galavotti (* 26. April 1947 in Ferrara, Italien) ist eine italienische Philosophin, Wissenschaftstheoretikerin und Hochschullehrerin an der Universität Bologna in Italien.

## Werdegang
Galavotti studierte Philosophie an der Universität Bologna in Italien. Von 1975 bis 1982 war sie wissenschaftliche Mitarbeiterin und von 1982 bis 1994 außerordentliche Professorin an der Universität Bologna. Sie forschte 1984 als Visiting Fellow am Center for the Study of Language and Information (CSLI) an der Stanford University in den USA, von 1989 bis 1990 am Center for the Philosophy of Science der University of Pittsburgh in den USA und 1991 am Department of Philosophy der Princeton University in den USA. Von 1994 bis 1998 war sie Professorin an der Universität Triest in Italien. Im Jahr 1998 war sie als Bologna‐Clare Hall Visiting Fellow am Department of History and Philosophy of Science der University of Cambridge in Großbritannien.  
Seit 1998 ist sie Professorin für Wissenschaftsphilosophie an der Universität Bologna. Sie gab 2003 das Buch Observation and Experiment in the Natural and Social Sciences heraus (Springer, 2003, ISBN 978-0-306-48123-9). Zwischen 2004 und 2016 verbrachte sie mehrere Forschungsaufenthalte am Centre for Time der University of Sydney in Australien. Im Jahr 2005 veröffentlichte sie das Buch A Philosophical Introduction to Probability (Center for the Study of Language and Inf, 2005, ISBN  978-1575864891). Zusätzlich war sie von 2006 bis 2011 Direktorin des Interdisciplinary Research Centre of History and Philosophy of Science (CIRESS) der Universität Bologna. Von 2011 bis 2014 war sie Vorstandsmitglied des International Council for Science (ICSU). 

## Forschung
Galavottis Forschungsschwerpunkte sind die Interpretation von Wahrscheinlichkeit und Statistik, die Grenzen der wissenschaftlichen Erklärung und deren Beziehung zu Vorhersage und Kausalität.
Sie forscht an den Grundlagen der Wahrscheinlichkeit und vergleicht die verschiedenen Interpretationen und Theorien, wie die von Pierre-Simon (Marquis de) Laplace, dem frequentistischen Wahrscheinlichkeitsbegriff, der Propensität, dem Logizismus und dem Subjektivismus. Im Bezug auf den Subjektivismus hat sie sich vor allem mit den Theorien von Frank Plumpton Ramsey und von Bruno de Finetti beschäftigt.

## Auszeichnungen
- seit 2014 Mitglied der Nationalen Akademie der Wissenschaften Leopoldina[2]
- seit 2013 Mitglied der Accademia Nazionale di Scienze, Lettere e Arti di Modena[3]
- seit 1998 Mitglied auf Lebenszeit im Clare Hall College, Cambridge, UK
- seit 1990 Mitglied auf Lebenszeit im Center for the Philosophy of Science, University of Pittsburgh, UK